# Tricodactilídeos
Tricodactilídeos (Trichodactylidae) é uma família de crustáceos decápodes da infraordem Brachyura com distribuição natural nos habitats de águas doces da América do Sul e da América Central, em geral a menos de 300 m de altitude.

## Géneros
A família dos tricodactilídeos inclui os seguintes géneros agrupados em duas subfamílias:
Subfamília Dilocarcininae
Botiella
Dilocarcinus
Forsteria
Fredilocarcinus
Goyazana
Melocarcinus
Moreirocarcinus
Poppiana
Rotundovaldivia
Sylviocarcinus
Valdivia
Zilchiopsis
Subfamília Trichodactylinae
Avotrichodactylus
Rodriguezia
Trichodactylus